# 达古冰川

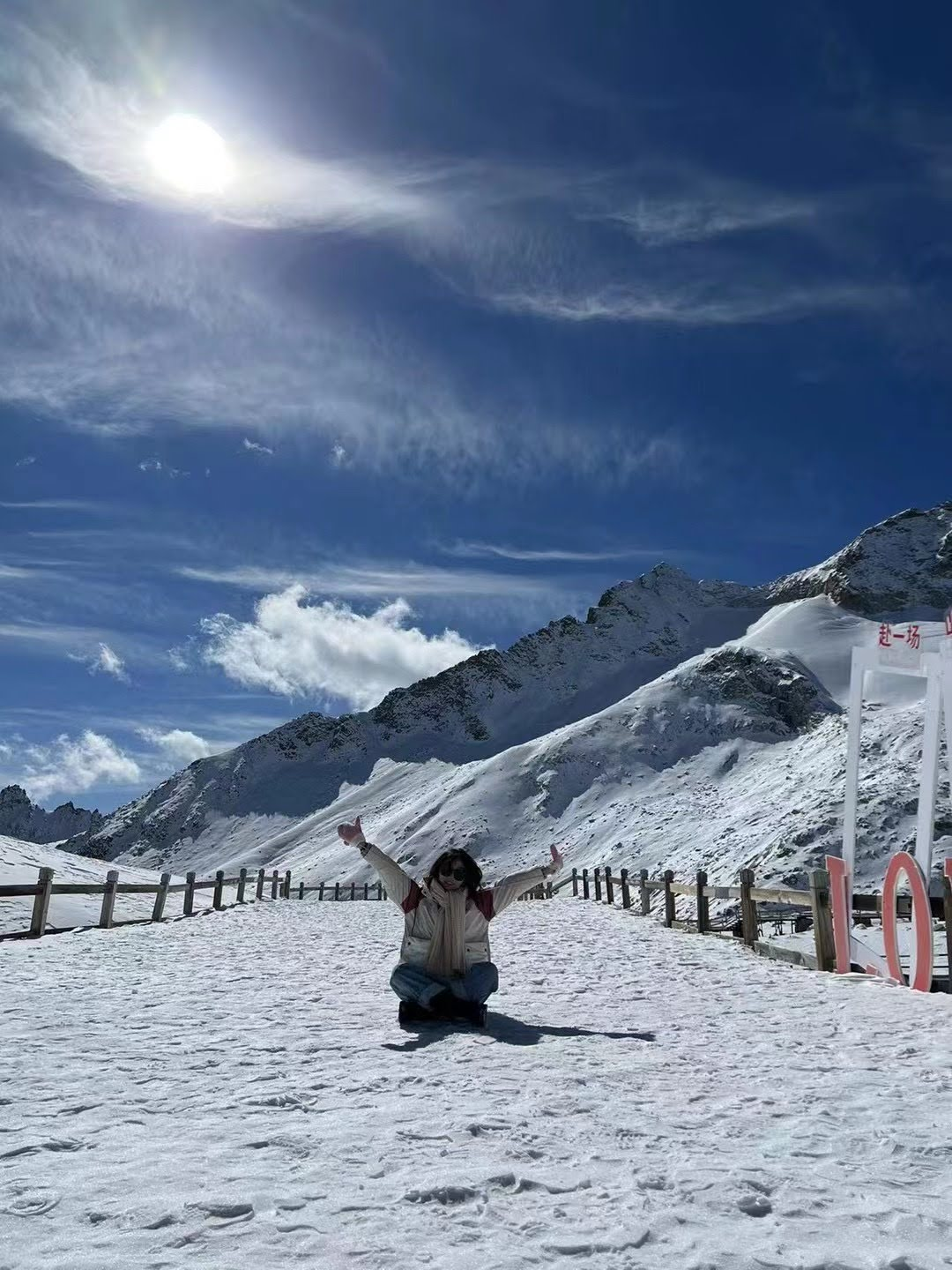
达古冰川

达古冰川又稱达古冰山、达古冰川風景名勝區、四川达古冰川国家地质公园、达古冰川国家地质公园、达古冰川·卡龍溝風景名勝區，是位於中華人民共和國四川省阿壩藏族羌族自治州黑水縣蘆花鎮的一個山地冰川，總面積7733公頃，冰川厚度約30米，海拔3800米至5100米。當地有野生植物611種，野生動物153種。境內有达古雪山。
該冰川於1992年由日本科學家在衛星上發現，同年8月前往达古冰川考察。

## 外部連結
- 官方网站